# Колобов, Леонид Александрович
Леони́д Алекса́ндрович Ко́лобов (26 июля (8 августа) 1907, деревня Шаха, Переславский уезд, Владимирская губерния — 13 ноября 1993 года, Москва) — советский военный деятель, генерал-лейтенант (18 февраля 1958 года). Герой Советского Союза (23 сентября 1944 года).
Член Центрального Комитета Коммунистической партии Эстонии (1958—1960), депутат Верховного совета Эстонской ССР 5-го созыва (1959—1963).

## Начальная биография
Леонид Александрович Колобов родился 26 июля (8 августа) 1907 в деревне Шаха ныне Переславского района Ярославской области в семье крестьянина.
В 1921 году окончил пять классов школы в селе Бектышево. С февраля 1926 года работал ремонтным рабочим на железнодорожной станции Александров Владимирской области, а с октября того же года — кладовщиком на Савёловском вокзале в Москве.

## Военная служба

### Довоенное время
В октябре 1928 года призван в ряды РККА и направлен на учёбу в Московскую пехотную школу. которую окончил в марте 1931 года. В том же году вступил в ряды ВКП(б). С марта 1931 года служил на должностях командира пулемётного взвода и взвода полковой школы в составе 81-го стрелкового полка (27-я стрелковая дивизия, Белорусский военный округ), дислоцированного в Витебск.
В апреле 1933 года Колобов переведён в стрелково-пулемётный батальон в составе 4-й механизированной бригады в Бобруйске, после чего служил командиром пулемётной роты, помощником начальника штаба и начальником штаба мотострелкового батальона, а с июня 1937 года — начальником штаба 2-го танкового батальона.
В октябре 1937 года направлен на учёбу в Военную академию имени М. В. Фрунзе, после окончания которой в декабре 1939 года назначен на должность помощника начальника штаба 3-й стрелковой дивизии Финской народной армии, после чего принимал участие в боевых действиях на петрозаводском направлении в ходе советско-финской войны.
С мая 1940 года служил командиром учебного батальона в составе Телавского стрелково-миномётного военного училища.

### Великая Отечественная война
С августе 1941 года назначен на должность офицера для особых поручений при командующем Закавказском военным округом, который 23 августа был преобразован в Закавказский фронт. Принимал участие в ходе ввода советских войск в Иран.
16 сентября 1941 года назначен на должность начальника штаба 408-й стрелковой дивизии (45-я армия, Закавказский фронт), которая находилась на советско-турецкой границе и выполняла задачи по охране коммуникаций в Иране.
В августе 1942 года назначен на должность помощника начальника штаба 11-го гвардейского стрелкового корпуса (9-я армия, Северная группа войск Закавказского фронта), а после чего принимал участие в оборонительных боевых действиях на моздокском направлении по рубежу реки Терек в ходе Моздок-Малгобекской операции.
5 сентября 1942 года подполковник Л. А. Колобов приказом командующего 9-й армией Закавказского фронта генерала К. А. Коротеева назначен исполняющим обязанности командира 389-й стрелковой дивизии (утверждён в должности командира дивизии только 9 февраля 1943 года), после чего принимал участие в боевых действиях в ходе Нальчикско-Орджоникидзевской оборонительной и Северо-Кавказской наступательной операциях, в ходе последней дивизия освободила Армавир и станицы Ладожская, Пластуновская, Новотитаровская, Новомышастовская, Ивановская и Славянская.
С апреля 1943 года дивизия под командованием Колобова занимала оборонительный рубеж дамба Братчики-Батарейный, северный берег р. Адагум до хутора Круглый, а с 7 сентября участвовала в Новороссийско-Таманской наступательной операции, в ходе которой понесла значительные потери и 17 сентября выведена в резерв. По завершении пополнения в декабре дивизия была передислоцирована в район Киева, где заняла оборонительный рубеж по восточному берегу реки Тетерев на участке Яхновка, ст. Тетерев, после чего с 24 декабря 1943 года принимала участие в ходе Житомирско-Бердичевской, Проскуровско-Черновицкой и Львовско-Сандомирской наступательных операций. В ходе последней в бою 13 июля 1944 года 389-я дивизия в районе города Горохов (Волынская область) прорвала глубоко эшелонированную оборону противника, форсировала реку Западный Буг и за период до 20 июля 1944 года в ходе непрерывных боевых действий уничтожила свыше 2 тысяч человек противника.
Указом Президиума Верховного Совета СССР от 23 сентября 1944 года за образцовое выполнение боевых заданий командования на фронте борьбы с немецко-фашистскими захватчиками и проявленные при этом мужество и героизм полковнику Колобову Леониду Александровичу присвоено звание Героя Советского Союза с вручением ордена Ленина и медали «Золотая Звезда» (№ 2336).
С января 1945 года 389-я дивизия участвовала в ходе Висло-Одерской, Сандомирско-Силезской, Нижне-Силезской, Берлинской и Пражской наступательных операций.

### Послевоенная карьера
В июне 1945 года генерал-майор Л. А. Колобов назначен на должность командира 97-й гвардейской стрелковой дивизии (Прикарпатский военный округ).
В марте 1947 года направлен на учёбу на Высшие академические курсы при Высшей военной академии имени К. Е. Ворошилова, после окончания которых в мае 1948 года назначен на должность командира 114-й гвардейской воздушно-десантной дивизии (Белорусский военный округ), в июле 1950 года — на должность командира 86-й гвардейской стрелковой дивизии (Одесский военный округ).
В октябре 1952 года Колобов переведён в Группу советских войск в Германии, где назначен советником командира стрелковой дивизии ГДР, с мая 1954 года — старшим военным советником начальника территориального Управления при Казарменной народной полиции ГДР, а с февраля 1956 года — старшим военным советником командующего войсками военного округа Национальной народной армии ГДР.
В октябре 1957 года назначен на должность командира 4-го гвардейского армейского корпуса (Прибалтийский военный округ), а в сентябре 1959 года — на должность заместителя начальника по оперативно-тактической подготовке Военно-политической академии имени В. И. Ленина.
Генерал-лейтенант Леонид Александрович Колобов в мае 1969 года вышел в запас. Умер 13 ноября 1993 года в Москве. Похоронен на Митинском кладбище.

## Воинские звания
- Старший лейтенант (13.01.1936);
- Капитан (31.12.1938);
- Майор (1941);
- Подполковник (25.07.1942);
- Полковник (14.02.1943);
- Генерал-майор (13.09.1944);
- Генерал-лейтенант (18.02.1958).

## Награды
- Медаль «Золотая Звезда» (23.09.1944);
- Два ордена Ленина (23.09.1944; 05.11.1954);
- Три ордена Красного Знамени (02.04.1943; 03.01.1944; 20.06.1949);
- Орден Суворова 2-й степени (№ 1719 от 06.04.1945);
- Орден Кутузова 2-й степени (№ 2404 от 29.05.1945);
- Два ордена Отечественной войны 1-й степени (22.10.1943; 11.03.1985);
- Орден Красной Звезды (03.11.1944);
- Медали.

Иностранные награды:
- Орден «Virtuti militari» V класса — Серебряный крест (ПНР, 1946);
- Орден «За заслуги перед Отечеством» II степени (ГДР, 1954);
- Медаль «Победы и Свободы» (ПНР, 1946)
- Медаль «За Одру, Нису и Балтику» (ПНР, 1946)[4].

## Память
В селе Бектышево (Переславский район, Ярославская область) на здании школы, где учился Л. А. Колобов, установлена мемориальная доска.
В городе Переславль-Залесский имя Л. А. Колобова увековечено на памятнике Героям-переславцам.